# Puto orthezioides
Puto orthezioides är en insektsart som först beskrevs av Cockerell 1903.  Puto orthezioides ingår i släktet Puto och familjen ullsköldlöss. Inga underarter finns listade i Catalogue of Life.